# Josephine Kablick
Josephine Kablick   (Vrchlabí, 9 de març de 1787 - Vrchlabí, 21 de juliol de 1863) va ser una pionera en botànica i paleontologia d'origen txec. Kablick va estudiar amb els millors botànics del seu temps. Va recollir mostres de plantes i fòssils per a institucions d'arreu d'Europa.

## Biografia
Va viure a la ciutat txeca de Vrchlabí. Era extremadament forta i saludable i es va convertir en una entusiasta col·leccionista d'espècimens de tots els temps. Recopilà mostres de plantes i fòssils, especialment als Sudets per a escoles, museus, societats d'aprenentatge i universitats d'arreu d'Europa.
El seu marit, Adalbert Kablik, era farmacòleg i zoòleg i va donar suport a la feina de la seva dona.
L'Interchangeable Institute for the exchange of herbarium specimens, de Filip Maximilian Opiz, llista unes 25.000 espècies recollides per ella.

## Recursos
- Bailey Ogilvie, Marilyn; Dorothy Harvey, Joy; Harvey, Joy. The Biographical Dictionary of Women in Science.  Taylor & Francis, 2000. ISBN 0-415-92039-6.
- Howard, Sethanne. The Hidden Giants.  Lulu, 2007. ISBN 1-4303-0076-0.
- «Kablick, Josephine». A: Biographisches Lexikon des Kaiserthums Oesterreich.